# San Francisco Dues
San Francisco Dues je studiové album amerického rock and rollového hudebníka Chucka Berryho, vydané v roce 1971 u Chess Records.

## Seznam skladeb
Všechny skladby napsal Chuck Berry.
| Pořadí         | Název                       | Délka |
| -------------- | --------------------------- | ----- |
| 1.             | Oh Louisiana                | 4:28  |
| 2.             | Let's Do Our Thing Together | 2:20  |
| 3.             | Your Lick                   | 2:34  |
| 4.             | Festival                    | 4:08  |
| 5.             | Bound To Lose               | 3:06  |
| 6.             | Bordeaux in My Pirough      | 2:35  |
| 7.             | San Francisco Dues          | 3:23  |
| 8.             | Viva Rock and Roll          | 2:02  |
| 9.             | My Dream                    | 6:00  |
| 10.            | Lonely School Days          | 2:36  |
| Celková délka: | Celková délka:              | 33:12 |

## Sestava
- Chuck Berry - zpěv, kytara, piáno
- Jeffrey Baldori - kytara
- Robert Baldori - harmonika, piáno
- Jack Groendal - baskytara
- Johnnie Johnson - piáno
- Bill Metros - bicí